# Bianchi (naczynie)

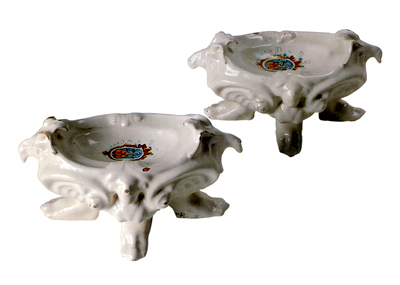
Bianchi

Bianchi – naczynie z majoliki o grubej białej lub barwionej polewie cynowej zwanej w specjalistycznym języku bianchi di Faenza, zdobione zazwyczaj w stylu szkicowym.  Pospolite we Włoszech od poł. w. XVI do w. XVIII.

## Zobacz
- International Museum of Ceramics w Faenza na Wikimedia Commons